# لیسبون
لیسبون (به پرتغالی: Lisboa) پایتخت و بزرگ‌ترین شهر کشور پرتغال و نیز مرکز ناحیهٔ لیسبون است. این شهر که شهری مدرن و مبتنی بر اصول شهرسازی محسوب می‌شود، وسعت بسیاری داشته و حدود ۳٬۳۴۰٬۰۰۰ نفر ساکن آن هستند که از این تعداد ۵۶۴٬۴۷۷ نفر در مرکز شهر و حدود ۲٬۸۰۰٬۰۰۰ نفر در پیرامون آن ساکن شده‌اند. امروزه لیسبون از لحاظ مختلف اهمیت فراوانی یافته و به‌عنوان دومین قطب اقتصادی در شبه‌جزیرهٔ ایبری پس از مادرید مطرح می‌شود. این شهر بیش‌ترین ثروت کشور پرتغال را در خود ذخیره کرده و از شهرهای مهم اتحادیهٔ اروپا محسوب می‌شود؛ این شهر قطب اقتصادی کشور پرتغال است و حدود ۴۵ درصد از کل تولیدات ناخالص پرتغال در این شهر تولید می‌شود. شهر لیسبون قطب سیاسی پرتغال بوده و دولت این کشور در این شهر مستقر شده‌است.
لیسبون از ۲۰۵ سال پیش از میلاد تحت حاکمیت امپراتوری روم بود. ژولیوس سزار این شهر را «شهر فراخوانده» نام نهاد و در تقویم جولیا نام آن را «اولیس سیپو» نوشتند. از سدهٔ پنجم تا هشتم پس از میلاد، قبیله‌ای آلمانی‌تبار لیسبون و نواحی پیرامونی آن را تحت سلطهٔ خود درآورد تا این‌که در سال ۱۱۴۷ کشورهای شرکت‌کننده در جنگ‌های صلیبی تحت فرماندهی آفونسو هنری قویس، این شهر را به‌عنوان شهری مسیحی فتح نمودند. پس از فتح لیسبون به‌دست مسیحیان، این شهر ثروت بسیاری را صاحب شد و به‌عنوان قطب اقتصادی و فرهنگی پرتغال شناخته شد. البته بیشتر کشورها مدت‌ها لیسبون را به‌طور رسمی به پایتختی پرتغال نپذیرفتند و در هیچ کتابی نام این شهر را تحت عنوان پایتخت ذکر نکردند. لیسبون پس از این‌که پایتختی کشور را برعهده گرفت، مطابق قوانینی که به تصویب مجلس رسید، با شیوه‌ای نوین و اصولی ساخته شد.
در طی جنگ جهانی دوم شهر لیسبون دروازه بی‌طرف راه‌های دریایی و هوایی به قاره اروپا بود. لیسبون هم، مانند بسیاری از شهرهای کهن‌سال اروپایی، بخش‌های کهنه و نو دارد. قسمت کهنه شهر، بر تپه‌های نزدیک رود تژو است و خیابان‌های باریک و پیچاپیچ آن در دامنه سراشیب تپه‌ها پله می‌خورد و بالا می‌رود. خانه‌های سنگی و کهنسال این بخش با رنگ‌های روشن در و دیوار و جعبه‌های گُلی در کنار پنجره‌ها قرار داده‌اند، تزیین شده‌اند. بخش نو شهر، خیابان‌های وسیع و ساختمان‌های امروزی دارند.
از نمایندگی‌های اتحادیهٔ اروپا در لیسبون می‌توان به مرکز دیدبانی اروپا برای دارو و داروی اعتیاد (EMCDDA) و نمایندگی امنیت ساحلی اروپا (EMSA) اشاره کرد. همچنین انجمن کشورهای پرتغالی زبان (CPLP) نیز در این شهر قرار گرفته‌است. روز تعطیل شهرداری لیسبون ۱۳ ژوئن می‌باشد.

## جغرافیا
شهر لیسبون در ۴۲ درجه و ۳۸ دقیقهٔ شمالی و ۵ درجه و ۹ دقیقهٔ غربی واقع شده و غربی‌ترین پایتخت در قارهٔ اروپا محسوب می‌گردد. این شهر در غرب کشور پرتغال و در ساحل شرقی اقیانوس اطلس قرار گرفته و رودخانهٔ تاقوس از داخل آن می‌گذرد.

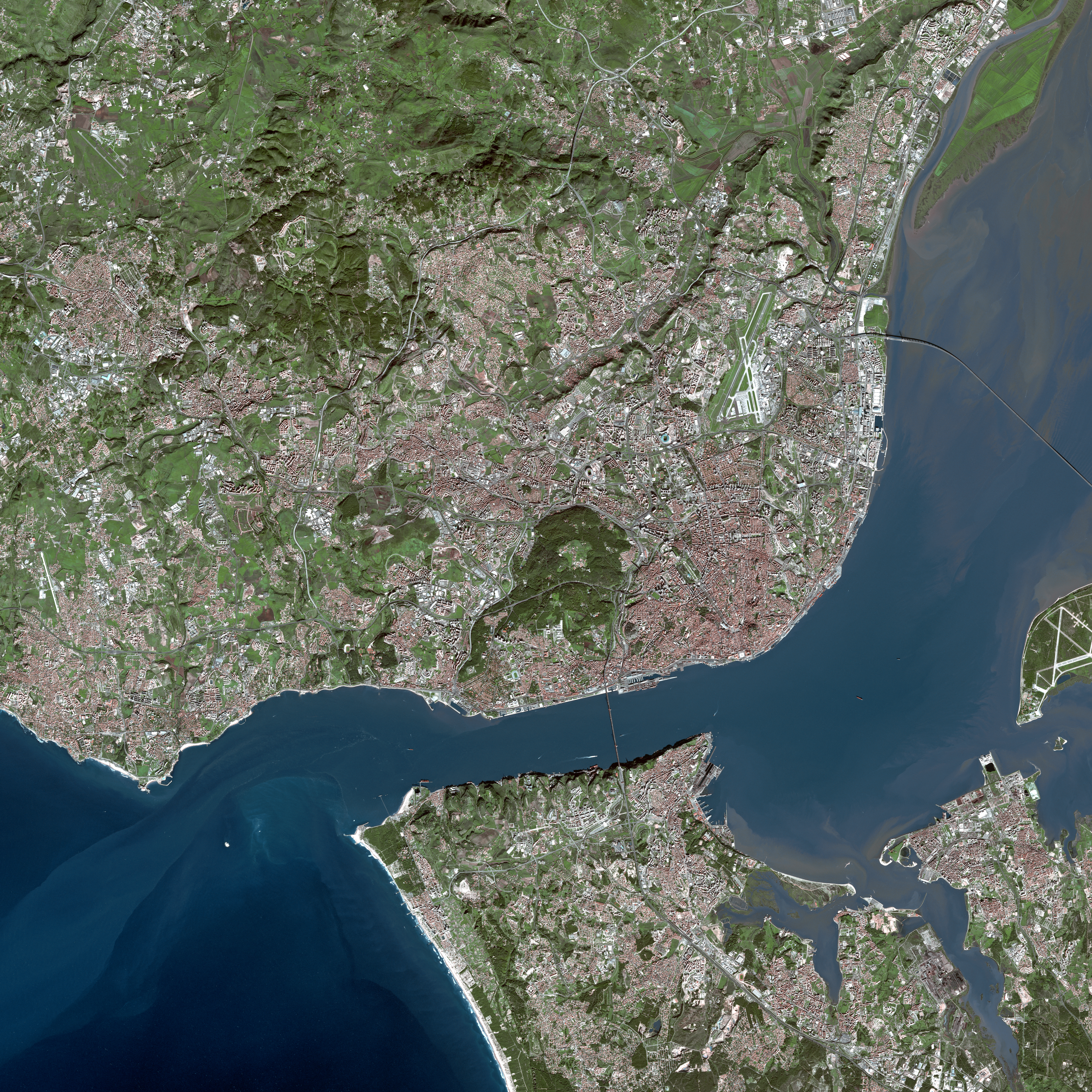
تصویر ماهواره‌ای لیسبون

لیسبون برخلاف بیشتر شهرهای بزرگ اروپا که با گسترش شهرها در پیرامون شهرهای قدیمی شکل گرفته‌اند، سال‌های بسیاری است که بدون گسترش چشم‌گیری، به‌صورت قدیمی خود باقی‌مانده‌است. البته این وضعیت به ضرر شهرهای پیرامون آن نظیر آلمادا، آمادورا، اوایراس، اودیولاس، بارریرو، ساکاوم، سیکسال، قولوس، کاکم و لورس تمام شده که به‌عنوان حومهٔ شهر لیسبون شناخته می‌شوند و جزء اصلی آن به‌شمار نمی‌روند.
مساحت پارک‌ها و فضای سبز شهر لیسبون حدود ۱۰ کیلومتر مربع می‌باشد که در کل قارهٔ اروپا کم‌نظیر است. پارک جنگلی مونسانتو در غرب شهر که محیطی خشک دارد قرار گرفته و باعث زیبایی این منطقه از لیسبون شده‌است.

## مناطق برجسته

### بایشا شیادو
این منطقه دارای انواع رستوران‌های بین‌المللی برای همه انواع سلیقه‌ها است. گل فروشان دوره‌گرد، فروشندگان شاه بلوط داغ، کافه‌های خیابانی، هنرمندان خیابانی مستقل مانند مرد مجسمه‌ای (آقای مجسمه) یا نوازندگان ملودی‌های آشنا و بسیاری دیگر از جاذبه‌های این منطقه است. وسایل چوبی، فلزی یا چرمی برای خریداران و رهگذران توسط مهاجرینی از آفریقای جنوبی یا آمریکای جنوبی عرضه می‌گردد. سایر فروشندگان به فروش کتاب، سوغاتی، عینک آفتابی، نقاشی، تی شرت، تتو موقت و هر چیز دیگری که جمعیت درحال گذر را جالب باشد، می‌پردازند.

### گیر دو اورینتس

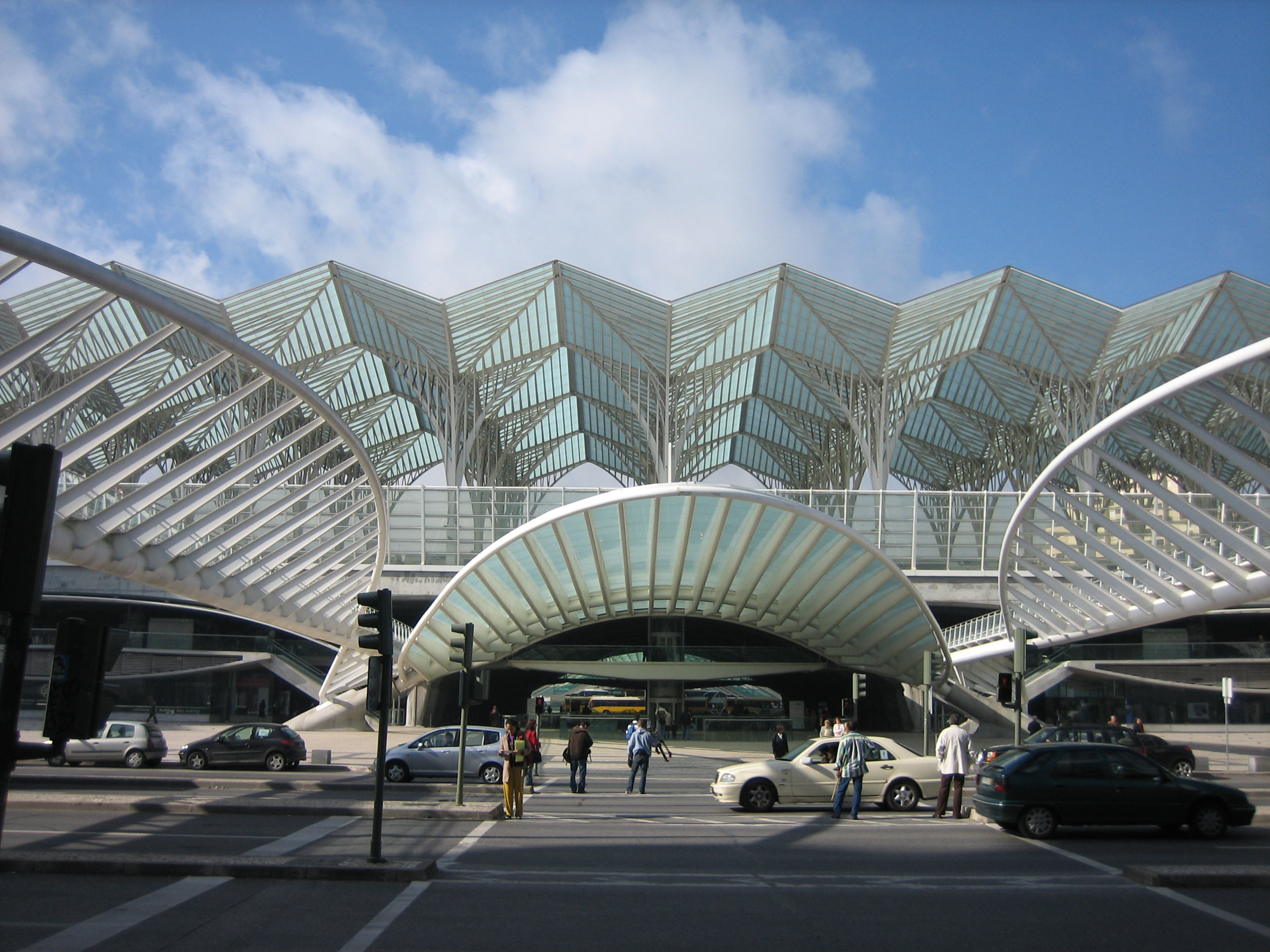
گیر دو اورینتس.

گیر دو اورینتس (استادیوم شرق) یکی از مراکز مهم حمل و نقل در شهر لیسبون به‌شمار می‌رود. در این مکان ایستگاه‌های اتوبوس، تاکسی و قطار شهری در کنار یک‌دیگر قرار گرفته‌اند.
ساختمان تاریخی گیر دو اورینتس که بنای یادبود پیروزی نیز خوانده می‌شود، شیشه‌ای و بسیار مستحکم بوده و تاکنون سالم باقی‌مانده‌است. این ساختمان به هنگام تابش آفتاب یا نورافشانی شهر در شبانگاه، بسیار زیبا جلوه می‌کند. بنای گیر دو اورینتس که به سبک معماری «سانتیاگو کالاتراوا» ساخته شده، در جشنوارهٔ والنسیای اسپانیا به‌عنوان بنای برگزیده انتخاب شد.

### قلعه سنت جورج
این قلعه در سال ۱۱۴۷ توسط مورهاساخته شده‌است. سنت جورج قلعه‌ای است به مساحت حدود ۶۰۰۰ متر مربع با تعداد زیادی برج، مقرر دیدبانی، یک خندق خشک و دو میدان که توسط دیواره داخلی و در از هم تفکیک شده‌اند. جاذبه تاریخی این قلعه و مناظر خیره کننده‌اش آن را تبدیل به مکانی ایدئال برای بازدید و گذراندن یک بعد از ظهر عالی نموده‌است.

### عمارت بلم
عمارت تاریخی بلم به موازات رودخانهٔ تاقوس و در مجاورت برج بلم واقع شده‌است. این عمارت نخستین جاذبهٔ گردشگری در منطقهٔ جریرونیموس و موستریو می‌باشد. ساخت عمارت بلم در سال ۱۵۰۱ آغاز شد و سرانجام پس از ۷۰ سال در سال ۱۵۷۱ تکمیل گردید. در مدت ساخت آن هزینهٔ بسیاری صرف خرید مصالح مختلف شد. بیش‌ترین هزینهٔ ساخت عمارت بلم از طریق سرمایه‌گذاری تأمین شده بود. این عمارت یکی از مجهزترین نمونه‌های دست‌ساز بشر است. عمارت بلم از معماری گوتیک تأثیر بسیار پذیرفته و در دورهٔ رنسانس ساخته شده‌است.

### قطار برقی بندی

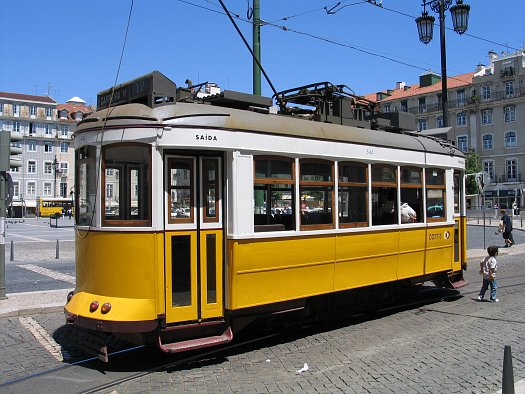
قطار برقی بندی.

حمل و نقل شهری لیسبون در مقایسه با اغلب شهرهای جهان، بسیار پیش‌رفته‌تر و مدرن‌تر است. یکی از این وسایل نقلیه، قطار برقی بندی است. با این وسیله می‌توان در عرض ۱۹۳۰ ثانیه از کل شهر بازدید نمود.
قطارهای برقی بندی باعث افزایش شمار بازدید جهانگردان از لیسبون شده‌اند. در این شهر ۳ قطار برقی بندی به نام‌های «الوادور دا بیکا»، «الوادور دا گلوریا» و «الوادور دا لاورا» فعال هستند که الوادور دا بیکا به‌جهت عبور از قسمت باستانی شهر، مهم‌تر از سایر قطارهای برقی بندی است.

### بایروو آلتو
بایروو آلتو یکی از نواحی مرکزی شهر لیسبون است. این ناحیه کاربری تجاری، تفریحی و مسکونی دارد. پیش‌تر بایروو آلتو محل اجتماع اراذل و اوباش شهر بوده که پس از تصویب مجلس لیسبون، شب‌نشینی و شراب‌فروشی در این مکان ممنوع اعلام گردید و جوانان ولگرد به یکی از مناطق دورافتادهٔ لیسبون منقل شدند. امروزه به‌جهت ازدحام بیش از حد جمعیت، بایروو آلتو به مکانی بسیار شلوغ و پرترافیک تبدیل گشته و رفت‌وآمد در آن برای مردم مشکل شده‌است.

## آموزش و پرورش

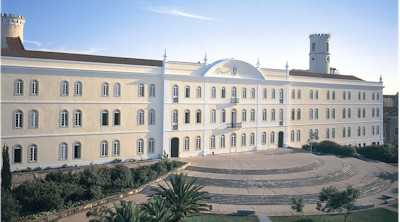
دانشگاه جدید لیسبون.

شهر لیسبون چندین مدرسهٔ دولتی و خصوصی را در خود جای داده‌است. مدارس ابتدایی و کودکستان‌ها که تحت نظر دولت اداره می‌شوند، از وضع بسیار خوب و متعادلی بهره‌مندند. مدارس راهنمایی و متوسطه نیز که به‌صورت بین‌المللی اداره می‌شوند، نسبت به مدارس دولتی از وضع مناسب‌تری برخوردارند و جزء مدارس خصوصی به‌شمار می‌روند.
هم‌اکنون در شهر لیسبون ۴ دانشگاه بزرگ فعالیت می‌کند: «دانشگاه لیسبون» که در سال ۱۹۱۱ تأسیس شده و قدیمی‌ترین دانشگاه شهر محسوب می‌شود؛ «دانشگاه آی‌اس‌سی‌تی‌ای»، «دانشگاه جدید لیسبون» و «دانشگاه فنی لیسبون». همچنین «دانشگاه جامع پرتغال» که یکی از مؤسسه‌های برتر آموزشی در سطح کشور است، در این شهر قرار گرفته‌است.
در شهر لیسبون به تدریج دانشگاه‌های قدیمی جای خود را به دانشگاه‌های مدرن می‌دهند. مهم‌ترین دانشگاه‌های مدرن این شهر عبارت‌اند از: «دانشگاه د آوتونوما»، «دانشگاه سوپریور پاسیکولوگیا آپلیکادا»، «دانشگاه لوسوفونا»، «دانشگاه لوسیادا» و «دانشگاه مدرن لیسبون».

## جمعیت
جمعیت شهر لیسبون پس از سال ۱۹۸۱ روبه کاهش گذاشته‌است. عمده‌ترین دلیل این روند، مهاجرت مردم از این شهر به شهرهایی چون مادرید است. برپایهٔ آمار رسمی، جمعیت لیسبون از ۲۰۳٬۹۹۹ نفر در سال ۱۸۰۱ به ۵۲۹٬۴۸۵ نفر در سال ۲۰۰۴ رسیده‌است؛ به‌عبارت دیگر در طول ۲۰۳ سال تنها ۱۵۹٫۵۵ درصد بر جمعیت این شهر افزوده شده‌است.
| ۱۸۰۱    | ۱۸۴۹    | ۱۹۰۰    | ۱۹۳۰    | ۱۹۶۰    | ۱۹۸۱    | ۱۹۹۱    | ۲۰۰۱    | ۲۰۰۴    |
| ------- | ------- | ------- | ------- | ------- | ------- | ------- | ------- | ------- |
| ۲۰۳٬۹۹۹ | ۱۷۴٬۹۰۰ | ۳۵۰٬۹۱۹ | ۵۹۱٬۹۳۹ | ۸۰۱٬۱۵۵ | ۸۰۷٬۹۳۷ | ۶۶۳٬۳۹۴ | ۵۶۴٬۶۵۷ | ۵۲۹٬۴۸۵ |

## مترو
متروی لیسبون در سال ۱۹۵۹ تأسیس شده و هم‌اکنون دارای ۴ خط و ۵۰ ایستگاه می‌باشد.

## مشاهیر
- الکساندر اونیل (شاعر و نویسنده).
- آملیا رودریقویس (خواننده).
- آنتونیو گوتررس (نخست‌وزیر پیشین پرتغال).
- آنتونیو ویرا (عضو انجمن عیسی).
- پائولا رگو (نقاش و چاپگر).
- پاپ جان اکس‌اکس‌آی.
- جاز مانوئل دوراو بارروسو (رئیس کمیسیون اروپا).
- جورج سامپایو (رئیس‌جمهور پیشین پرتغال و شهردار پیشین لیسبون).
- ریچارد ویلیام چورچ.
- ساینت آنتونی لیسبونی.
- فرانسیسکو د آلمدیا (فرماندهٔ پرتغالی و نخستین نایب‌السلطنهٔ پرتغالی هند).
- فرناندو پسسوآ (شاعر و نویسنده).
- کاترین براگانزا (دوست ملکهٔ پیشین انگلند).
- ماریو سوارس (سیاست‌مدار).
- ماریو کسارینی (شاعر).

## شهرهای خواهر
هم‌اکنون لیسبون با ۱۰ شهر جهان دارای پیوند خواهرخواندگی است:
- آتن، یونان
- بوداپست، مجارستان
- بوینس آیرس، آرژانتین
- پاریس، فرانسه
- زاگرب، کرواسی
- مادرید، اسپانیا
- ماکائو، چین
- مونترال، کانادا
- نیکوزیا، قبرس
- نیوجرسی، ایالات متحده آمریکا